# Albi Doka
Albi Doka est un footballeur albanais né le 26 juin 1997 à Babrru (en). Il joue au poste de défenseur à Újpest FC.

## Carrière

### En club
Le 5 février 2017, il fait ses débuts avec le KF Tirana en championnat contre le KF Laç.

## Palmarès
KF Tirana
| - Championnat d'Albanie (1) : - Champion : 2019-20. - Coupe d'Albanie (1) : - Vainqueur : 2016-17. |  | - Supercoupe d'Albanie (1) : - Vainqueur : 2017. |